# Родріго Едуардо Коста Маріньйо
Родріго Едуардо Коста Маріньйо (порт. Rodrigo Eduardo Costa Marinho, нар. 27 березня 1988, Натал) — бразильський футболіст, півзахисник єгипетського клубу «Пірамідс» і національної збірної Бразилії.
Переможець Ліги Пауліста. Переможець Рекопи Південної Америки. 

## Клубна кар'єра
Народився 27 березня 1988 року в місті Натал. Вихованець футбольної школи клубу «АБС». Дорослу футбольну кар'єру розпочав 2008 року в основній команді того ж клубу, в якій провів два сезони, взявши участь у 6 матчах чемпіонату. 
Згодом з 2010 по 2013 рік грав у складі команд клубів «Брагантіно» і «Америка Мінейру». 2014 року став гравцем «Корінтіанс», у складі якого відразу стати гравцем основного складу не зміг і віддавався в оренду до «Греміо» та еміратського клубу «Шарджа».
2015 повернувся з оренди до «Корінтіанс», де цього разу став гравцем основного складу.
До єгипетського «Пірамідс» приєднався 2018 року.

## Виступи за збірну
2017 року дебютував в офіційних матчах у складі національної збірної Бразилії.

## Титули і досягнення
- Переможець Ліги Пауліста (1):

«Корінтіанс»: 2013
- Переможець Рекопи Південної Америки (1):

«Корінтіанс»: 2013